# Marian Guzy
Marian Guzy (ur. 1964) – polski hokeista.

## Kariera
- Podhale Nowy Targ (wychowanek, do 1990)
- Cracovia (1990-1991)
- STS Sanok (1991–1992)

Wychowanek Podhala Nowy Targ. W sezonie II ligi II ligi 1990/1991 grał w Cracovii. Od listopada 1991 do końca sezonu II ligi 1991/1992 grał w STS Sanok, z którym zdobył mistrzostwo tych rozgrywek i awans do I ligi. Po sezonie odszedł z klubu, podpisując zagraniczny kontrakt.
W barwach reprezentacji Polski do lat 18 uczestniczył w turnieju mistrzostw Europy juniorów do lat 18 w 1981. W barwach reprezentacji Polski do lat 20 uczestniczył w turnieju mistrzostw świata do lat 20 Grupy B w 1983, podczas których był najskuteczniejszym zawodnikiem kadry oraz trzecim w klasyfikacji turniejowej i królem strzelców turnieju (9 punktów za 8 goli i 1 asystę).

## Osiągnięcia
Klubowe
- Puchar „Sportu” i PZHL: 1987 z Podhalem Nowy Targ
- Awans do I ligi: 1992 z STS Sanok